# I Bruzi
I Bruzi sono un gruppo musicale italiano di musica beat attivo principalmente negli primi anni sessanta.

## Storia del gruppo
Il complesso nasce nel 1961 su iniziativa del batterista Eugenio Renda, del cantante Bonaventura Anania detto Benny e del chitarrista Filippo Calipari, tutti di Nicastro; completata la formazione con Elio Giovinazzo al basso ed un loro amico tastierista, Ermanno Guzzi, viene scelto il nome in riferimento alla popolazione dei Bruzi che abitava nell'antichità la loro regione.
Il gruppo inizia ad esibirsi dal vivo, proponendo cover di brani rock'n'roll e di cantautori come Edoardo Vianello, Gianni Meccia e Nico Fidenco, spostandosi poi sul beat; nel frattempo vi è stato il primo cambio di formazione, con l'abbandono di Ermanno Guzzi, sostituito da Salvatore Colloca.
Dopo le prime esibizioni fuori dalla loro regione, pubblicano il primo 45 giri, che passa inosservato: Calipari ed Anania lasciano il gruppo che, con l'ingresso del nuovo chitarrista Carlo Dell'Agli (proveniente dal complesso di Mimì Berté), diventa un quartetto, ed è proprio questa la formazione che firma, alla fine del 1966, il contratto con la Ariston Records.
L'etichetta di Alfredo Rossi pubblica il secondo 45 giri del gruppo, che ottiene un buon successo grazie alla canzone sul lato A, Ero l'attendente del Kaiser (cover di I Was Kaiser Bill's Batman, scritta da Roger Cook e Roger Greenaway ed incisa da Whistling Jack Smith), brano strumentale fischiato da Giovinazzo e Renda, che nello stesso periodo viene anche inciso dai Pooh (con la denominazione The Jet Set) e da Alessandro Alessandroni.
Anche il successivo 45 giri è una cover, di Massachusetts dei Bee Gees; i Bruzi effettuano tour in tutta Italia e continuano ad incidere dischi fino al 1970, spostandosi verso lo stile bubblegum pop di gruppi come The Archies, cambiando casa discografica ed alcuni elementi della formazione.

## Formazione
- Bonaventura Anania: cantante (dal 1961 al 1966)
- Eugenio Renda: batteria (dal 1961 al 1970)
- Filippo Calipari: chitarre (dal 1961 al 1966)
- Carlo Dell'Agli: chitarre (dal 1966)
- Elio Giovinazzo: basso (dal 1961 al 1970)
- Ermanno Guzzi: tastiera (dal 1961 al 1963)
- Salvatore Colloca: tastiere e tromba (dal 1963)

## Discografia
Singoli
- 1966: Le cose della vita/Tu non eri quella (FP4, Stereomaster 4)
- 1967: Ero l'attendente del Kaiser/Un cuore di sasso (Ariston Records, AR 0212)
- 1967: Massachusetts/Il mio giorno magico (Ariston Records, AR 0234)
- 1968: Il tempo che ho non basterà/Sappi che morirò (Ariston Records, AR 0271)
- 1969: Il cuore che ho/Danda (Variety, FNP-NP 10128)
- 1969: Miss love you/Come lei (Variety, FNP-NP 10129)
- 1970: Il sole non c'è più/La magia (Variety, FNP-NP 10152)

come "Accademia Bruzia"
Singoli
- 1978: La canzone dell'amore/Insieme balleremo (Yep, 00702)
- 1979: Un minuto/Spots (Yep, 00716)

Album in studio
- 2016: Baciami ancora